# Guinea en los Juegos Paralímpicos de Atenas 2004
Guinea estuvo representada en los Juegos Paralímpicos de Atenas 2004 por un deportista masculino. El equipo paralímpico guineano no obtuvo ninguna medalla en estos Juegos.